# Hengling
Hengling (kinesiska: 横岭乡, 横岭) är en socken i Kina. Den ligger i den autonoma regionen Guangxi, i den södra delen av landet, omkring 140 kilometer öster om regionhuvudstaden Nanning.
Genomsnittlig årsnederbörd är 2 190 millimeter. Den regnigaste månaden är juni, med i genomsnitt 361 mm nederbörd, och den torraste är oktober, med 42 mm nederbörd.